# رنف بفنيانة
رنف بُفِِنيَانَة أو بويفينيانا (الاسم العلمي: Delonix boiviniana)، نوع نبات من فصيلة البقولية. يوجد فقط في مدغشقر.